# Ярмарка Нью-Мексико
Ярмарка штата Нью-Мексико — ежегодная ярмарка штата, проводимая в сентябре на выставке «Экспо Нью-Мексико» (бывшая Ярмарка штата Нью-Мексико) в городе Альбукерке, Нью-Мексико, США. Мероприятие включает проведение концертов и конкурсов, родео, карнавальных аттракционов, игр, выставок домашних животных и лошадей, демонстрацию достижений сельского хозяйства, искусства американского Юго-Запада, дегустацию блюд кухни Нью-Мексико и исполнение музыки Нью-Мексико. На территории ярмарки находится Колизей Тингли.

## История
Впервые территориальная ярмарка в Альбукерке была проведена в октябре 1881 года под руководством Элиаса Слипера Стовера. В 1911 года она стала называться ярмаркой штата в преддверии присвоения территории Нью-Мексико статуса штата. Вначале ярмарка занимала площадь, известную как Трэкшн-парк, к юго-западу от Старого города, которая была объявлена трамвайной компанией Альбукерке постоянным направлением, чтобы увеличить пассажиропоток на своей линии. В 1917 году ярмарка была заменена «великой патриотической демонстрацией», посвящённой недавнему вступлению США в Первую мировую войну. Впоследствии она не проводилась в течение нескольких лет.
Ярмарку восстановили в 1938 году на Центральном проспекте в Международном районе, где она проходит и в настоящее время. Новые выставочные площади были построены в 1936—1938 годах на средства Управления промышленно-строительными работами общественного назначения и частично обустроены усилиями губернатора Клайда Тингли. Леон Хармс, основатель ярмарки округа Марион в Канзасе, занимался подготовкой ярмарочной территории и руководил самой ярмаркой с момента её возобновления и до 1958 года. Ярмарка штата в 1938 году привлекла около 64 000 посетителей. К 1960-м годам посещаемость выросла до более чем 500 000 человек в год, а ярмарочные площади включали «83 сооружения разного размера». Вначале мероприятие проводилось в октябре, но в 1960 году его перенесли на середину сентября с расчётом на лучшие погодные условия.
С 1942 по 1944 год, из-за Второй мировой войны ярмарка не проводилась и была возобновлена в 1945 году, после чего не прерывалась в течение последующих 75 лет до 2020 года. В 2020 году ярмарку пришлось отменить из-за пандемии COVID-19. В августе 2021 года администрация губернатора объявила, что для участия в ярмарке штата потребуется подтверждение вакцинации, за некоторыми исключениями по религиозным или медицинским причинам. В 2021 году посещаемость мероприятия была рекордно низкой из-за жёстких ограничений, но уже после снятия ограничений в 2022 году посещаемость вернулась к прежним показателям.

## Площадки
Ярмарочные площади штата Нью-Мексико расположены в восточной части Альбукерке между Сентрал-авеню, Ломас-бульвар, Сан-Педро-драйв и Луизиана-бульвар и занимают площадь около 210 акров (85 га). С 2003 года объекты носят название «Экспо Нью-Мексико».
Оригинальные выставочные здания из самана были построены WPA между 1936 и началом 1940-х годов. Сохранившиеся здания этого периода включают сельскохозяйственный павильон, павильон изобразительного искусства, конюшню и коровник. Сельскохозяйственный павильон был внесён в Государственный реестр культурных ценностей штата Нью-Мексико в 1988 году. Колизей Тингли, крытая арена на 11 800 мест, был открыт в 1957 году.
Выставка в Нью-Мексико, это место, где находится товарный вагон для Нью-Мексико из поезда Благодарности, который был подарен Францией США в 1949 году в знак благодарности за освобождение страны от нацистов. Товарные вагоны были заполнены подарками и распределены по каждому из 48 штатов США на тот момент, наряду с 49-м вагоном, который был общим для Гавайев и округа Колумбия.
Вопросами безопасности и правопорядка на ярмарке занимаются полиция штата Нью-Мексико, Федеральное бюро расследований, полиция Альбукерке и Управление шерифа округа Берналийо, наряду с частной охранной.